# Eastmancolor

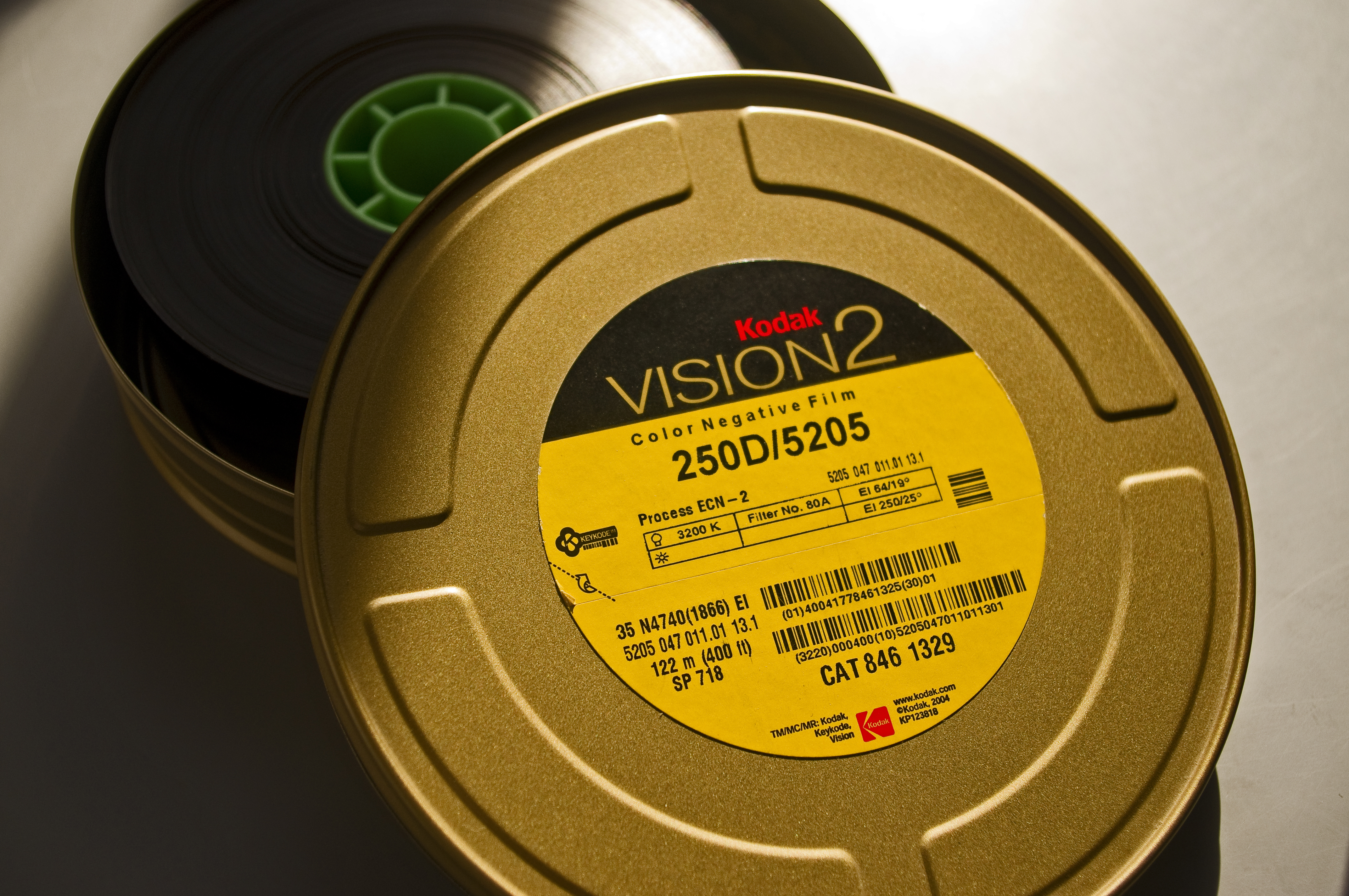
Kodak color film

El Eastmancolor es un nombre comercial de un sistema de grabación de película en color usado por Eastman Kodak. Era más barato que los otros dos sistemas principales de rodaje en color: el Technicolor, el Metrocolor y el Trucolor. Se usó mucho en el cine en los años 50 y 60 del siglo pasado, pero tenía el problema de que con el paso de los años los colores se desteñían, por una inestabilidad química de la película. En 1983, Eastman corrigió el defecto de conservación de su proceso. El sistema Technicolor se conservaba mucho mejor, y era un color de mejor calidad, pero lo complicado de su proceso y sobre todo su mayor precio provocaron su derrota frente al Eastmancolor.
Eastmancolor, introducido por primera vez en 1950, fue uno de los primeros ampliamente exitosos procesos de «tiraje de una sola tira», y finalmente desplazó al más costoso Technicolor. Eastmancolor era conocido por una variedad de nombres como Deluxe color (20th Century Fox), Warnercolor, Metrocolor, Pathécolor y Columbiacolor, entre otros. Algunas variantes eran:
- Eastman Color Negativo (ECN, ECN-1 y ECN-2), los sistemas de procesamiento fotográfico asociados con el stock de películas negativas de Eastmancolor y las existencias intermedias de imágenes en movimiento (incluidas las existencias interpositivas e internagativas)
- Eastman Color Positivo (ECP, ECP-1 y ECP-2), los sistemas de procesamiento fotográfico asociados con el material de imagen de impresión positiva Eastmancolor para proyección directa* Eastman Kodak Fine Grain